# Alfonso Ribeiro
Alfonso Lincoln Ribeiro (New York, 21 settembre 1971) è un attore, cantante e ballerino statunitense.

## Biografia
Ribeiro nasce a New York il 21 settembre 1971, figlio di immigrati afro-trinidadiani. Comincia la propria carriera nel mondo dello spettacolo giovanissimo: all'età di otto anni lavora nella soap opera Oye Willie, mentre all'età di dieci registra alcuni dischi, fra cui "Dance Baby", "Not Too Young", e "Sneak Away with Me". Nel 1983 lavora anche a Broadway nel musical The Tap Dance Kid, mentre contemporaneamente lavora anche in televisione. Fu il sosia ufficiale di Michael Jackson, come nello spot televisivo della Pepsi-Cola con Michael Jackson in cui interpreta il medesimo da bambino. In questo spot, Alfonso è stato protagonista di una leggenda metropolitana secondo cui sarebbe morto rompendosi il collo durante il numero di break dance di questa pubblicità.
Presente nel cast di Silver Spoons (Il mio amico Ricky in Italia) tra il 1984 e il 1987, diviene famoso al grande pubblico grazie al ruolo del ricco e viziato Carlton Banks, interpretato nella serie televisiva Willy, il principe di Bel-Air dal 1990 al 1996. Nella serie, il personaggio di Ribeiro era una specie di spalla comica per Will Smith. Inoltre, nel corso della serie, Ribeiro era spesso chiamato a interpretare una comica e improvvisata coreografia di "It's Not Unusual" di Tom Jones. L'attore è infatti anche un ottimo ballerino, attitudine mostrata in più di un episodio al fianco di Will Smith. Ribeiro è stato inoltre regista di un episodio della serie.
In seguito Ribeiro ha continuato la propria carriera in televisione, partecipando a numerose trasmissioni, e a un reality show in veste di concorrente.
Ha partecipato all'esecuzione del brano musicale dei The Beatles, Let It Be collaborando con la rock band svedese Gyllene Tider, è presente anche nel videoclip della cover, assieme a molte altre star del cinema e della televisione. È apparso in un episodio della serie TV di Disney Channel A tutto ritmo e nella serie TV di Nickelodeon Big Time Rush
Il 26 novembre 2014 vince in coppia con la ballerina statunitense Witney Capri Carson, il reality show Dancing with the Stars prodotto dalla ABC. Nel 2015 partecipa come guest star al video musicale del brano All Night, il terzo singolo estratto dall'album Sometime Last Night della band statunitense R5.

## Filmografia

### Attore

#### Cinema
- Ticks - Larve di sangue (Ticks), regia di Tony Randel (1993)
- Summertime - Sole, cuore... amore (Love Wrecked), regia di Randal Kleiser (2005)

#### Televisione
- Il mio amico Ricky (Silver Spoons) – serie TV, 72 episodi (1984-1987)
- Magnum, P.I. – serie TV, episodi 7x1, 7x10 (1986)
- Tutti al college (A Different World) – serie TV, episodio 3x19 (1990)
- Willy, il principe di Bel-Air (The Fresh Prince of Bel-Air) – serie TV, 147 episodi (1990-1996)
- V.I.P. – serie TV, episodio 1x13 (1999)
- One on One – serie TV, episodio 1x16 (2002)
- Tris di cuori (For Your Love) – serie TV, episodio 5x17 (2002)
- Big Time Rush – serie TV, episodio 3x03 (2012)
- A tutto ritmo (Shake It Up) – serie TV, episodio 3x10 (2013)
- Muppets Haunted Mansion - La casa stregata (Muppets Haunted Mansion), regia di Kirk Thatcher – film TV (2021)

### Doppiatore
- Spider-Man - L'Uomo Ragno (Spider-Man) – serie animata, episodi 3x09, 4x01 (1996-1997)
- Extreme Ghostbusters – serie animata (1997)
- Scooby-Doo e il viaggio nel tempo (Scooby-Doo and the Cyber Chase), regia di Jim Stenstrum – film TV (2001)

### Regista
- Willy, il principe di Bel-Air (The Fresh Prince of Bel-Air, episodio 6x11, 1995)
- True Jackson, VP (episodio 2x18, 2010)
- A tutto ritmo (Shake It Up, 7 episodi, 2012-2013)
- Mighty Med - Pronto soccorso eroi (Mighty Med, episodio 1x21, 2014)
- Young & Hungry - Cuori in cucina (Young & Hungry, episodio 2x10, 2015)
- K.C. Agente Segreto (K.C. Undercover, episodi 2x05-2x07, 2016)

## Doppiatori italiani
Nelle versioni in italiano delle opere in cui ha recitato, Alfonso Ribeiro è stato doppiato da:
- Fabrizio Manfredi ne Il mio amico Ricky
- Gaetano Varcasia in Willy, il principe di Bel-Air
- Roberto Draghetti in Summertime - Sole, cuore... amore
- Michele Botrugno in Muppets Haunted Mansion - La casa stregata